# Neuroscelio noyesi
Neuroscelio noyesi är en stekelart som beskrevs av Galloway, Austin och Lubomir Masner 1992. Neuroscelio noyesi ingår i släktet Neuroscelio och familjen Scelionidae. Inga underarter finns listade i Catalogue of Life.